# Зерноїд чорнорябий
Зерноїд чорнорябий (Sporophila luctuosa) — вид горобцеподібних птахів родини саякових (Thraupidae). Мешкає в Андах.

## Опис

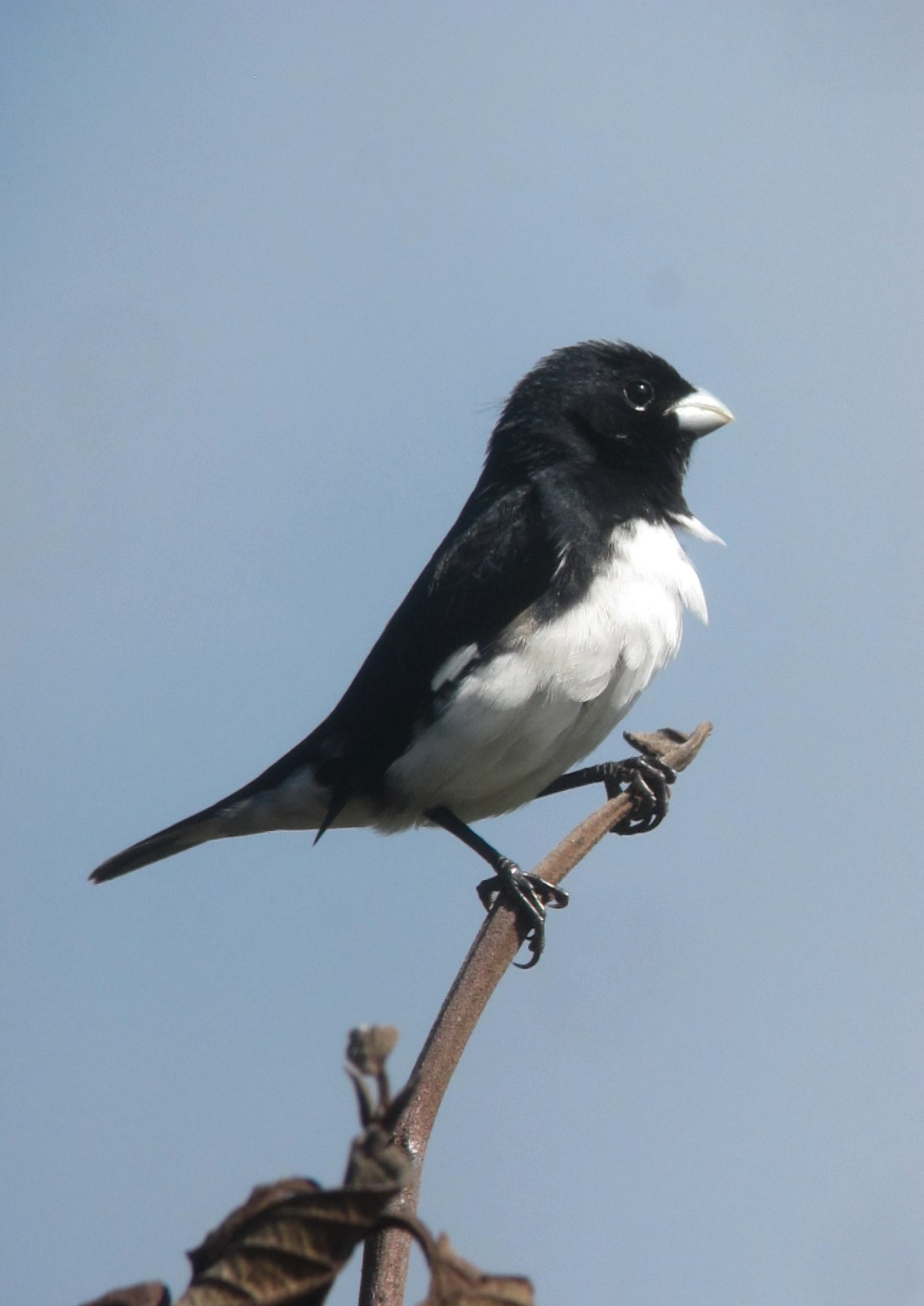
Самець чорнорябого зерноїда

Довжина птаха становить 11-14 см, вага 10-12,5 г. Виду притаманний статевий диморфізм. У самців голова і верхня частина тіла чорні, нижня частина тіла біла. Під очима білі плямки у формі півмісяця , на крилах невеликі білі "дзеркальця". Дзьоб сизуватий, очі чорні. У самиць верхня частина тіла оливково-коричнева. нихня частина тіла рудувато-коричнева. Дзьоб сіруватий.

## Поширення і екологія
Чорнорябі зерноїди гніздяться в Андах на території Венесуели (Кордильєра-де-Мерида), в Колумбії (зокрема в гірському масиві Сьєрра-Невада-де-Санта-Марта на півночі країни), в Еквадорі, Перу та в Болівії (на південь до західого Санта-Крусу). Взимку частина полпуляції мігрує в долини до західної Амазонії, досягаючи крайнього заходу Бразилії. Чорнорябі зерноїди у вологих і високогірних чагарникових заростях, на луках і пасовищах. Зустрічаються парами або зграйками до 30 птахів, на висоті до 2500 м над рівнем моря. Живляться насінням, зокрема насінням бамбуків роду Chusquea.